# Bathyspondylus
Bathyspondylus là một chi thằn lằn cổ rắn, được Delair mô tả khoa học năm 1982.